# باروت بی‌دود

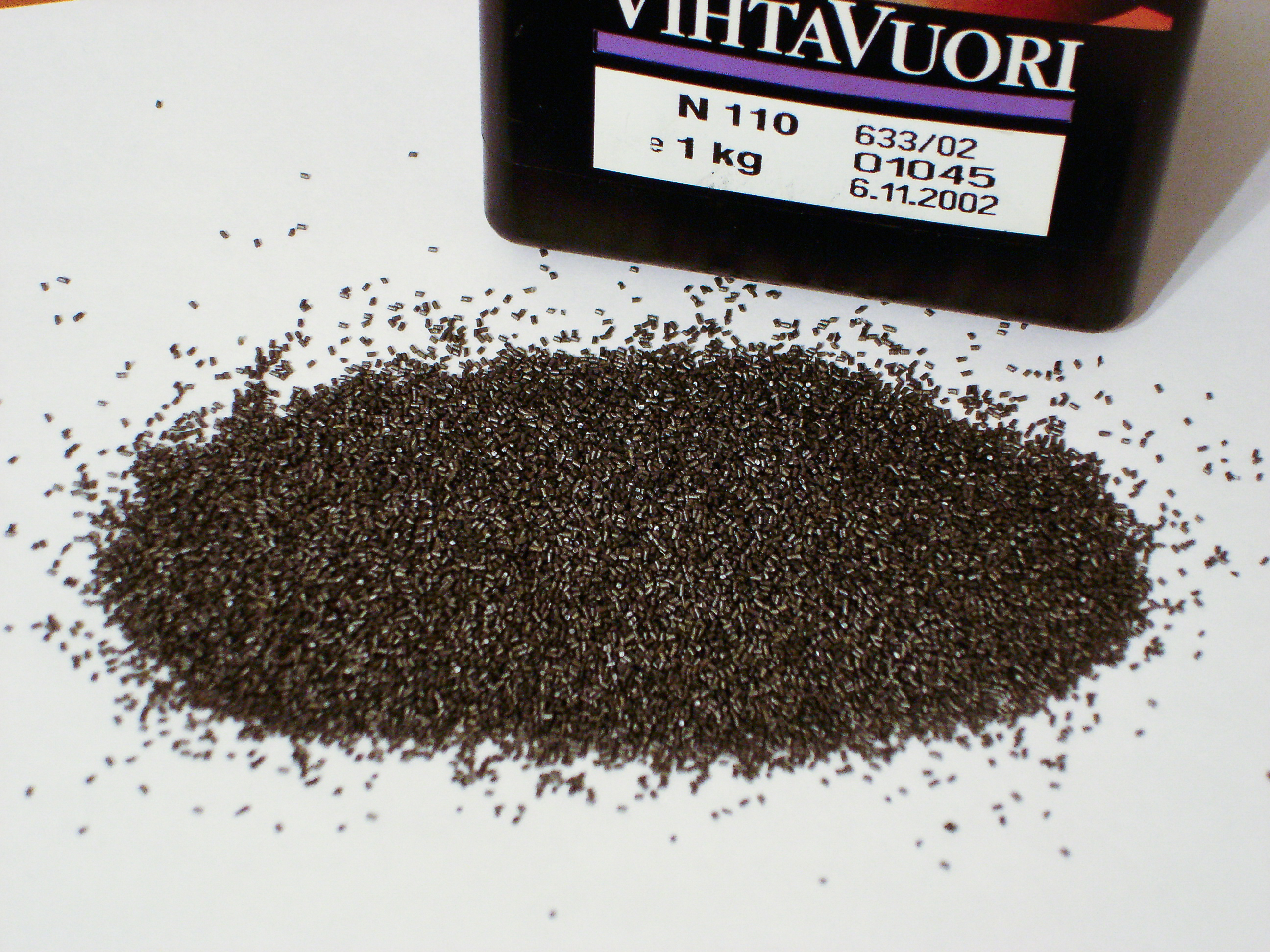
باروت بی دود

باروت بی‌دود نوعی باروت است که هنگام احتراق دود بسیار کم و انرژی بالایی تولید میکند،این باروت جایگزین باروت سیاه شده است.
باروت بی‌دود از همه لحاظ بهتر از باروت سیاه عمل میکند باروت بی دود بر پایه نیتروسلولز عمل میکند که یک ترکیب کووالانسی است در حالی باروت سیاه ترکیبی فیزیک از سوخت و اکسید کننده است که احتراق ناقص بجا میگذارد و باعث تولید فراوان دود و خاکستر میشود، باروت بی دود با احتراق بهینه تر انرژی بیشتر و اثر کمتری بجا میگذارد به همین دلیل در تمام فشنگ های سلاح های گرم مدرن بکار میرود. همچنین در برخی باروت ها نیز با نیتروگلیسرین ترکیب میشود تا قدرت بیشتری برای راندن گلوله سلاح گرم ایجاد شود.